# Bobrowce
Bobrowce – wieś w Polsce położona w województwie mazowieckim, w powiecie żyrardowskim, w gminie Mszczonów. Ma status sołectwa.
Wieś szlachecka położona była w drugiej połowie XVI wieku w powiecie bielskim ziemi rawskiej województwa rawskiego.
W latach 1954–1959 wieś należała i była siedzibą władz gromady Bobrowce, po jej zniesieniu w gromadzie Osuchów. W latach 1975–1998 miejscowość administracyjnie należała do województwa skierniewickiego.
Od 1956 roku w miejscowości funkcjonuje Ochotnicza Straż Pożarna.

## Warunki przyrodnicze

### Geografia
Według zaktualizowanego podziału fizyczno-geograficznego Polski, wieś położona jest w prowincji Niżu Środkowoeuropejskiego, podprowincji Nizin Środkowopolskich, makroregionie Wzniesień Południowomazowieckich i mezoregionie Wysoczyzny Rawskiej. Jest to wysoczyzna polodowcowa, powstała podczas deglacjacji lądolodu zlodowacenia warty (zlodowacenie datowane na okres od 210 do 130 tys. lat temu), która została później znacznie przekształcona w wyniku procesów erozyjnych.  